# Ultimate Boot CD
Ultimate Boot CD (UBCD) est une image ISO, disponible gratuitement au téléchargement, d'un CD bootable contenant de nombreux outils de dépannage informatique pour Linux ou Windows.